# 沈敏雅
沈敏雅（1972年12月1日—），韩国女歌手，艺名米娜，2002年获得韩日世界杯的韩国世界杯小姐。

## 生平
1972年12月1日，米娜生于韩国，是家中的三个女儿中的老三。大学毕业于申兴大学保健行政学科。
2002年，世界杯，米娜代表韩国的“世界杯小姐”，从而引起公众和媒体的关注，一蹴而红。
2007年4月13日，米娜与中国演艺经济公司签约中国活动相关合约，标志着她将正式进军中国。
2010年12月31日，海南广播电视台旗下旅游卫视等频道联动直播四小时的节目，米娜在欢乐节“跨年欢乐盛典”演出。
2018年與小17歲的歌手Ryu Phillip結婚。

## 作品

### 音乐
- 《接电话》
- 《下一站吻别》（与后弦合唱）
- 《醉爱》
- 《夜艳》

## 奖项荣誉
- 《接电话》，获得了“中国海外最佳舞曲歌手”奖。[2]

## 外部連結
- 沈敏雅的新浪微博
- 沈敏雅的新浪博客
- 米娜官方博客 （页面存档备份，存于）